# Канищев, Василий Георгиевич
Василий Георгиевич Канищев (20 января [2 февраля] 1911, Екатеринослав — 1987, Днепропетровск) — советский проектировщик, директор НИИ «Приднепровский промстройпроект». Доктор технических наук, профессор (1966). Лауреат Ленинской премии (1959).

## Биография
Родился 20 января 1911 года в городе Екатеринославе.
В подростковом возрасте работал маляром. С 1925 года работал на буровых работах.
В 1932 году окончил Днепропетровский инженерно-строительный институт, направлен в НИИ «Промстройпроект».
С 1944 года — инженер-проектировщик на восстановлении завода «Запорожсталь», затем участвовал в восстановлении других разрушенных во время Великой Отечественной войны предприятий Приднепровья и Донбасса (заводы имени Петровского, Коминтерна, Ильича, и др.).
В последующем — директор НИИ «Приднепровский промстройпроект».
Умер в 1987 году в Днепропетровске.

## Научная деятельность
Специалист по проектированию промышленных предприятий. Автор 55 научных работ.
Проектировал доменные печи и прокатные станы комбината «Криворожсталь». Читал лекции в Приднепровской академии строительства.

## Награды
- Ленинская премия (1959)[1];
- Заслуженный строитель Украинской ССР (1975);
- Орден Ленина;
- Орден Октябрьской Революции[1];
- Орден Трудового Красного Знамени[1];
- Орден «Знак Почёта»[1];
- медали.